# A Fortune at Stake
A Fortune at Stake é um filme de drama mudo britânico de 1918, dirigido por Walter West, estrelado por Violet Hopson, Gerald Ames e Edward O'Neill. Foi baseado em um romance de Nat Gould.

## Elenco
- Violet Hopson como Lady Launcelot
- Gerald Ames como Will Martindale
- Edward O'Neill como Senhor Launcelot
- James Lindsay
- Wyndham Guise
- Gwynne Herbert
- Tom Coventry